# Руфф Гаррі Вільгельмович
Гаррі Вільгельмович Руфф (нім. Harry Ruff; нар. 4 березня 1931, село Озерівка, Херсонська область, Українська РСР) — заслужений художник України, етнічний німець, член Міжнародної спілки художників за мир.

## Біографія
Народився 1931 року в сім'ї німецьких вчителів.
У 1941 році родина художника була репресована за національною ознакою і вислана в Сибір, де перебувала на спецпоселенні до 1956 року. В Іркутську Гаррі отримує перші уроки живопису, спілкуючись з сибірськими художниками і тими, які перебували на засланні. У 19 років він вже працював художником у драматичному театрі міста Ленінськ-Кузнецький (Сибір).
Молодий Гаррі навчався в Іркутському художньо-декоративному училищі. У становленні Руффа, як художника, зіграла велику роль ссильна художниця Ірма Герц, викладач інституту імені Сурікова, а також сибірські художники П. І. Захаров і В. А. Смотров.
У 1959 році Гаррі Руфф повернувся на малу батьківщину в Українську РСР, де створював декорації до вистав «Оптимістична трагедія», «Коли цвіте акація», «Страшний суд». Працював художником пересувного московського цирку «Шапіто» № 14, а потім художником-оформлювачем у Макіївці. У той же час він бере активну участь у творчих виставках «Товариства художників Сибіру».
Тридцять три роки Гаррі Руфф пропрацював художником-оформлювачем прокатного цеху № 2 «Макіївського металургійного комбінату».

## Творчість
Гаррі Руфф працює в жанрі станкового живопису. З 1960-х років активно бере участь у численних регіональних, республіканських та міжнародних виставках і творчих групах . Більше 10 років він є одним з найпопулярніших референтів Ради німців України на семінарах і пленерах художників, навчає дітей і молодь живопису.
З 2014 року при підтримці Ради німців України і Лютеранського кафедрального собору Святого Павла Гаррі Руфф працює над серією картин «Кірхи України» до 500-річчя Реформації.
Учасник Міжнародних виставок:
- Дні культури України в Росії (2002 р.);
- Виставка художників України на Параолімпійських іграх 2004 року в Греції;
- Виставка художників України в Хорватії (2005 р.);
- Виставка художників-інвалідів України та Німеччини в м. Мюнхен «Перспектива» (2008 р.);
- Міжнародна виставка живопису художників за світ під назвою «Хто може дати нам спокій?» (2015 р.)[4]

## Нагороди
У грудні 2004 році Гаррі Руффу присвоєно почесне звання «Заслужений художник України». У 2005 році він стає членом Національної спілки художників України. У грудні 2010 року нагороджений державною нагородою — орденом «За заслуги» III ступеня.
За сумлінну працю нагороджений: Почесною грамотою Кабінету Міністрів України (2003 р.), Почесними грамотами Міністерства культури України, Ради національностей України, Міністерства культури АР Крим, дипломами Міністерства праці та соціальної політики України, подячними листами Верховної Ради України, посольств Німеччини та Греції в Україні.
У серпні 2005 року він отримав Почесний знак «За заслуги перед містом». У березні 2006 року художнику присвоєно звання «Почесний громадянин міста Макіївки».
У 2015 році в Брюсселі (Бельгія) Гаррі Руфф був прийнятий до Міжнародного союзу художників за мир і відзначений нагородою Європарламенту «Золота кисть світу». У найближчих планах Гаррі Руффа — підготувати роботу «За мир», присвячену воєнним діям на Сході України.
Гаррі Руффа прийнято вважати одним з найкращих художників України німецького походження. Роботи Гаррі Руффа прикрашають експозиції музеїв України та приватних колекціях в Австрії, Білорусі, Великій Британії, Німеччини, Греції, Ізраїлі, Канаді, Китаї, Росії, Хорватії та США.